# A szökevény (film, 1993)
A szökevény (eredeti cím: The Fugitive) 1993-ban bemutatott, Oscar- és Golden Globe-díjas akcióthriller, mely az azonos című televíziós sorozat alapján készült. A főszerepeket Harrison Ford és Tommy Lee Jones alakítja. Jones elnyerte a legjobb férfi mellékszereplőnek járó Oscar-díjat, s számos további kitüntetésben részesült. A további szerepekben Andreas Katsulas, Sela Ward, Jeroen Krabbé, Julianne Moore és Joe Pantoliano láthatók. A filmet a legjobb film kategóriában is jelölték Oscar-díjra, így azon kevés produkciók egyike lett, melyek tévésorozathoz kapcsolódva érdemelték ki a kitüntetést.

## Rövid történet
Egy sebészt igazságtalanul vádolnak felesége meggyilkolásával, ezért hajtóvadászat indul ellene. Ő menekülés közben nyomoz a valódi gyilkos után.

## Cselekmény
|  | Alább a cselekmény részletei következnek! |

Richard Kimble sikeres chicagói érsebész, aki egy este egy partit követő operációról tér haza, ahol feleségét vérző, súlyos sebbel találja, és egy rejtélyes, karprotézist viselő támadóval összeverekszik, de annak sikerül elmenekülnie. A feleség meghal. Mindhiába a félkarú emberről való bizonyossága, Kimble-t első fokon elítélik egy félreértett 911-es hívás és az erőszakos behatolás hiányának bizonyítéka értelmében, az ítélet pedig halál, melyet méreginjekcióval kell végrehajtani.
Mialatt a börtönbe szállítják, Kimble megszökik, amikor egy másik elítélt által gerjesztett lázadás következtében az őket szállító busz lesodródik az útról, egyenesen a vonatsínre. Kimble elvonszol egy sérült fegyőrt a közeledő vonat elől. Mint az igazságszolgáltatás elől menekülő szökevény, Kimble kézre kerítése Samuel Gerard rendőrbíró és csapatának feladata. Az embervadászat megkezdődik.
Richardnak számos meleg helyzetből sikerül kikeverednie. Gyakran akkor válik forróvá a talaj lába alatt, mikor másokon próbál segíteni. Első alkalommal, mikor egy kórházba megy, hogy ellássa a sérülését, leborotválja szakállát és orvosi köpenyt vesz fel, belebotlik a rabszállító busz egyik sérült rendőrjébe, akinek megállapítja diagnózisát, és aki felismeri őt. Kimble az éppen beérkezett mentőautóval hajt el a helyszínről, azonban Gerard és csapata a nyomában van. Egy alagútban megállni kénytelen útblokád miatt, így a csatornákba ereszkedik, ahol Gerard üldözi. Amikor végül Gerard sarokba szorítja Kimble-t egy szennyvíz-kifolyónál, a szökevénynek sikerül elmenekülnie egy vakmerő ugrással az alant lévő folyóba, a rendkívüli magasságból.
Mialatt Gerard csapata egy másik szökevényre csap le, Kimble visszatér Chicagóba, hogy megtalálja felesége gyilkosát, a félkarú férfit. Kibérel egy alagsori szobát, ahol hamis igazolványt készít, amivel mint takarító közel férkőzhet a Cook Megyei Kórház számítógépéhez. A végtagpótlást kapott betegek listáján próbál ráakadni a félkarú nyomára. Szerencsétlenségére a férfi, akinél lakik, drogkereskedő, így a rendőrség nagy erőkkel érkezik a házhoz: Kimble ismét közel kerül ahhoz, hogy elkapják. A letartóztatott férfi később elárulja, hogy Kimble náluk lakik. Mialatt a rendőrség kiérkezik, Kimble a kórházban összetűzésbe kerül egy doktornővel, akinek feltűnik, amint Kimble megváltoztatja egy fiatal fiú kórlapját, hogy életmentő műtétet végezzenek rajta. A szökevény doktornak azonban ismét sikerül kereket oldania. Gerard és csapata ekkor rájön, hogy emberük a félkarú pácienseket keresi.
A karprotézissel rendelkezők listáján haladva Kimble látja, hogy egyikük börtönben ül fegyveres rablásért. Meglátogatja a férfit, azonban nem ő az, akit keres. Gerard szeme, miközben próbálja megérteni Kimble lépéseit, szintén megakad ugyanazon a férfin, mivel összevetette a nyilvántartottak listáját a büntetett előéletű emberekével. Éppen akkor érkezik a helyszínre, mikor Richard távozik a szemközti lépcsőn, így ismét nagyon közel kerülnek egymáshoz, de Kimble eltűnik a Szent Patrik napi parádé forgatagában.
Kimble veleszületett agyafúrtsága egy lépéssel mindig Gerard előtt tartja, mialatt a rendőrbíróban kétségek kezdenek felszínre törti Kimble bűnösségét illetően, különösen azt követően, hogy a doktor végül rátalál a keresett félkarú férfi, Frederick Sykes házára, ahová betörve bizonyítékokat fedez fel Sykes és a kórház között, ahol dolgozik, és akinek a lakására szánt szándékkal irányítja Gerard csapatát. A gyanú motivációjával Gerard és rendőrbíró csapata Sykest és kapcsolatait, valamint a kórházat kezdi vizsgálni, ahol Kimble dolgozott. A végső megütközésre egy orvosi konferencián kerül sor egy hotelban, ahol az igazság végül felszínre kerül: Kimble közel járt ahhoz, hogy bizonyítani tudja, egy kísérleti gyógyszer, a Provasic, melyet már szabadalmaztatni akartak, súlyos májkárosodást okoz, és ha mindez kiderülne, az hátrányosan érintené a Provasicot előállító gyógyszerészeti társaságot, a Devlin MacGregort.
A félkarú férfit Devlin MacGregor küldte azon az éjszakán, hogy elhallgattassa Kimble-t. Dr. Charles Nichols, Kimble egyik volt barátja és kollégája tüntette el az orvosi bizonyítékokat és adta a kulcsot Sykesnak Kimble házához. Mialatt Nichols megkérdezi Sykes-t, hogy rátalált-e Kimble-re, Sykes megpillantja Kimble-t az utcán, és utána ered, hogy végezzen vele. Ezután a magasvasúton egy utas, a címlapon feltüntetett fényképes felhívás miatt, értesíti a szerelvényen járőröző rendőrt. A rendőr figyelmezteti Kimble-t, minek hatására Sykes lelövi a járőrt, ami miatt Kimble még nagyobb bajba kerül rendőrgyilkosság vádjával. Egy Sykes-szal való rövid verekedés után Kimble kerekedik felül, és az eszméletlen Sykes-t egy korláthoz bilincseli. Elvitathatatlan bizonyítékkal a kezében Kimble kérdőre vonja a konferencián beszédet mondó Nicholst, majd kikényszeríti a teremből. Kézitusába kezdenek a hotelen át, miközben a chicagói rendőrség, abban a téves hitben, hogy Kimble rendőrgyilkos, mindent megtesz azért, hogy lelőjék őt. Gerard, aki immáron bizonyos Kimble ártatlanságában, sietve indul a tetőre, hogy megtalálja Richardot, mielőtt a rendőrségi helikopter leszedné.
A végső leszámolás a hotel mosodájában történik. Gerard Kimble-t szólítja, miközben az ártatlanságát bizonyító tényeket és az ellene szőtt összeesküvés részleteit sorolja, és sürgeti a doktort, hogy adja meg magát neki, mielőtt a rendőrség kapja el. Nichols hallja mindezt, és pisztolyt szerezve Gerard egyik emberétől, hátulról szegezi azt a rendőrbíróra, azonban Kimble, ismét bizonyosságot téve tisztességességéről, megmenti Gerardot, mikor leüti Nicholst egy vascsővel. Végül Gerard saját felügyelete alá vonja Kimble-t, kivezeti a hotelből, miközben Nichols-t és a félkarú férfit letartóztatják. A rendőrségi autóban Gerard szimbolikusan kikapcsolja Kimble bilincsét, és jeget kínál neki a kezére, mielőtt elhajtanak.
|  | Itt a vége a cselekmény részletezésének! |

## Szereplők
| Szereplő                            | Színész              | Magyar hang         |
| ----------------------------------- | -------------------- | ------------------- |
| Dr. Richard Kimble                  | Harrison Ford        | Juhász Jácint       |
| Sam Gerard rendőrbíró               | Tommy Lee Jones      | Reviczky Gábor      |
| Helen Kimble                        | Sela Ward            | Incze Ildikó        |
| Dr. Anne Eastman                    | Julianne Moore       | Csere Ágnes         |
| Cosmo Renfro helyettes rendőrbíró   | Joe Pantoliano       | Szűcs Sándor        |
| Frederick Sykes                     | Andreas Katsulas     | Galkó Balázs        |
| Dr. Charles Nichols                 | Jeroen Krabbé        | Orosz István        |
| Robert Biggs helyettes vizsgálóbíró | Daniel Roebuck       | Rosta Sándor        |
| Poole helyettes rendőrbíró          | L. Scott Caldwell    | Bessenyei Emma      |
| Noah Newman helyettes vizsgálóbíró  | Tom Wood             | Bor Zoltán          |
| Kelly felügyelő                     | Ron Dean             | Kisfalussy Bálint   |
| Rosetti felügyelő                   | Joseph F. Kosala     | Bata János          |
| Walter Gutherie, ügyvéd             | Dick Cusack          | Galamb György       |
| Törvényszéki szakértő               | Joe D. Lauck         | Horányi László      |
| Hívásbemérő technikus               | Bill Cusack          | Földi Tamás         |
| Bennett bíró                        | Andy Romano          | Juhász Tóth Frigyes |
| Idősebb fegyőr                      | Richard Riehle       | Juhász Tóth Frigyes |
| Bones Roosevelt                     | John M. Watson, Sr.  | Juhász Tóth Frigyes |
| Copeland                            | Eddie Bo Smith, Jr.  | Varga Tamás         |
| Henry helyettes vizsgálóbíró        | Johnny Lee Davenport | Varga Tamás         |
| Clive Driscoll                      | Maurice Person       | Varga Tamás         |
| Ügyész                              | Joe Guzaldo          | Wohlmuth István     |
| Rawlins seriff                      | Nick Searcy          | Wohlmuth István     |
| Stevens helyettes vizsgálóbíró      | Mike Bacarella       | Wohlmuth István     |

## Fogadtatás
A szökevény erősen nyitott az Egyesült Államok mozipénztárainál 1993 augusztusában, 23 758 855 dollárral, és további öt hétig őrizte meg a vezető pozíciót. Az Egyesült Államokban összesen 183,9 millió dollár bevételt ért el, és további 185 milliót a világ többi részén.
Hét Oscar-díjra jelölték, melyek közül csak Tommy Lee Jones kapta meg az elismerést, mint a legjobb férfi mellékszereplő. Emellett a legjobb film, a legjobb fényképezés, a legjobb hangvágás, a legjobb vágás, a legjobb filmzene és a legjobb hang díjára volt esélyes. Jones ezenfelül megkapta a legjobb férfi mellékszereplőnek járó Golden Globe-díjat is.
A film inspirált egy paródiát is, a Sziki-szökevényt.
Továbbá megalkotta a frázist: "a félkarú férfi nyomában", ami akkor használatos, mikor valakit bűnténnyel vagy más szabálysértéssel vádolnak meg, és a valódi elkövetőt keresi. Mindez utalás Richard Kimble törekvésére, hogy ráakadjon felesége gyilkosára, a félkarú férfira.

## Forgatás
A film első felvételeinek jelentős része, elsősorban azok, melyekben Kimble megszökik és menekül, Illinois-ban játszódik, azonban az Észak-Karolina-i Jackson megyében, a Great Smoky Mountainsben forgatták. A híres jelenet a rabszállító busszal és a tehervonattal a Great Smoky Mountains vasúton került felvételre, nem messze Dillsboro mellett. A túravasút utasai még ma is láthatják a roncsokat a Dillsboro-i állomástól kifelé jövet. A kórházi jeleneteket a szintén Észak-Karolinában található Sylvában vették fel, a Harris Területi Kórházban.

## Spin-off
Tommy Lee Jones 1998-ban visszatért Sam Gerard rendőrbíró szerepébe az Életre-halálra című filmben. Szintén ismét feltűntek a vásznon a Gerard csapatát alakító színészek, továbbá Wesley Snipes és Robert Downey Jr., azonban a cselekménynek semmi köze nincs Kimble-hez, vagy az első rész történéseihez.